# Pieśń neapolitańska
Pieśń neapolitańska – pieśń nawiązująca do muzyki ludowej pochodzącej z okolic Neapolu, komponowana do tekstów w języku neapolitańskim. Do najbardziej znanych utworów tego gatunku należą: „Te voglio bene assaje” (1835), „Santa Lucia” (1848), „’O sole mio” (1898) i „Torna a Surriento” (1902).

## Historia

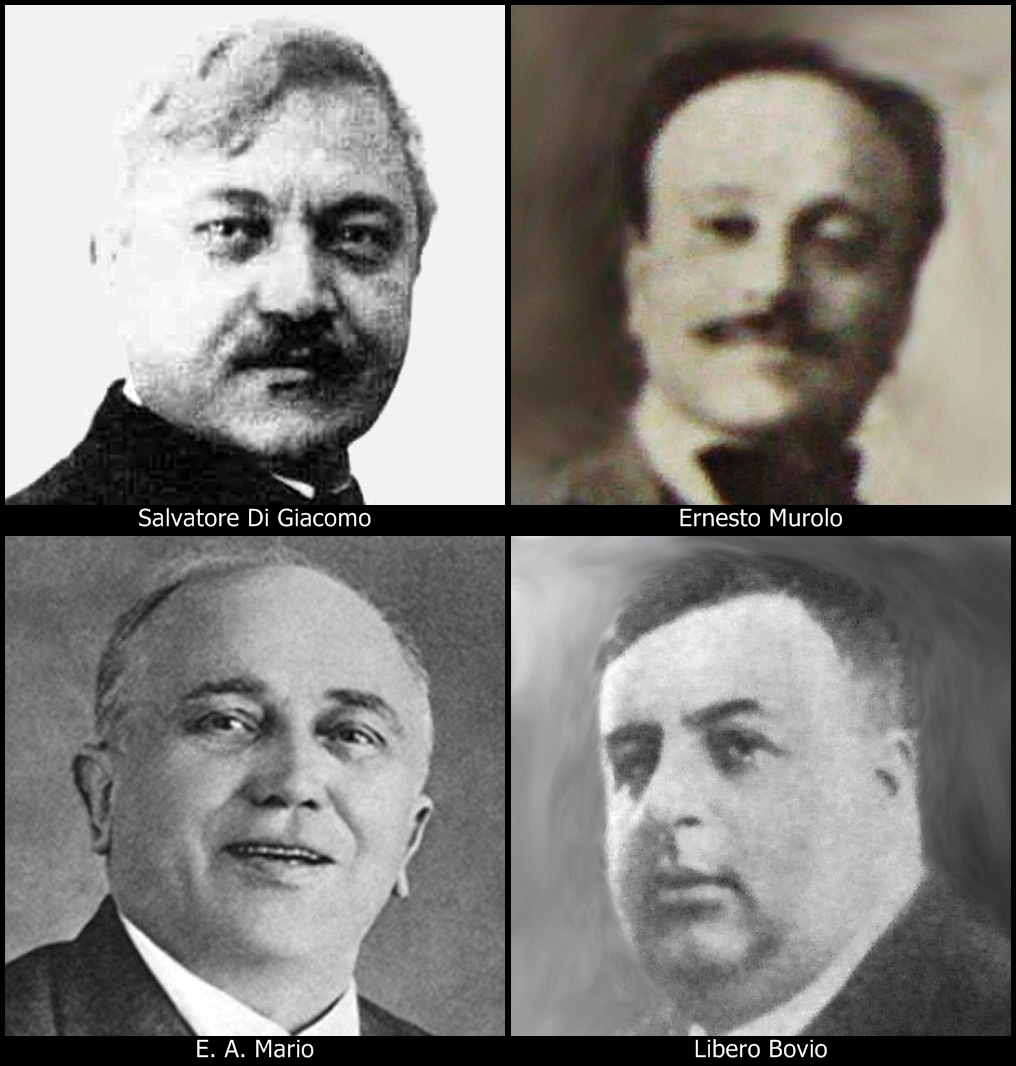
Autorzy pieśni neapolitańskich – od góry, od lewej: Salvatore Di Giacomo, Ernesto Murolo, E.A. Mario, Libero Bovio

Początki pieśni neapolitańskiej sięgają XVIII-wiecznej opery buffa, która powstała w Neapolu (jako przerywnik muzyczny opery seria) i była pisana w dialekcie neapolitańskim. Tematem oper były sytuacje z życia codziennego i zawoalowane odniesienia (kwestionowane przez cenzurę) do współczesnych wydarzeń politycznych. Libreciści oper buffa zaczęli z czasem pisać teksty popularnych piosenek, które były wykonywane również w teatrze, a także na ulicy, dla tych, których nie było stać na kupno biletu. Od tego momentu piosenka neapolitańska zaczęła szybko się rozwijać.
Ok. 1770 anonimowy autor napisał piosenkę „Lo guarracino” – jeden z pierwszych i najbardziej znanych utworów z gatunku tarantela. Tematem jej tekstu jest flirt miłosny dwóch ryb (z których jedna należy do z gatunku chromis kasztanowy – (wł. guarracino), mający prawdopodobnie odniesienie do rzeczywistych relacji międzyludzkich.
Początek pieśni neapolitańskiej w dzisiejszym znaczeniu tego terminu sięga roku 1835, kiedy to odbył się pierwszy festiwal w Piedigrotta w Neapolu. Był on organizowany mniej lub bardziej regularnie do pierwszych lat po drugiej wojnie światowej. Pierwszą triumfatorką festiwalu stała się pieśń „Te voglio bene assaje”, która zyskała dużą popularność. Autorstwo jej melodii przypisuje się Gaetano Donizettiemu. Złoty wiek pieśni neapolitańskiej to przełom XIX i XX wieku, kiedy stała się ona popularna poza granicami Włoch dzięki milionom emigrantów, którzy opuścili swój kraj (w tym Neapol). Pieśń neapolitańska szybko stała się synonimem Włoch na całym świecie. Znany włoski tenor, Enrico Caruso, wywodził się z Neapolu, a w Ameryce, poza normalnym repertuarem operowym, nagrał również wiele piosenek neapolitańskich (dla wytwórni RCA); śpiewał je też często jako bisy po występie w Metropolitan Opera w Nowym Jorku.
Podobny zwyczaj miał również inny znany tenor Luciano Pavarotti.
Do spopularyzowania pieśni neapolitańskich przyczynił się też fakt, iż mieli je w swoim repertuarze czołowi amerykańscy wykonawcy jak Elvis Presley (m.in. „It’s Now or Never” – anglojęzyczna wersja „’O sole mio”).

## Znane pieśni neapolitańskie
| Rok  | Tytuł                    | Muzyka                              | Tekst                  |
| 1848 | „Santa Lucia”            | Teodoro Cottrau                     | Enrico Cossovich       |
| 1880 | „Funiculì funiculà”      | Luigi Denza                         | Giuseppe Turco         |
| 1885 | „Era de maggio”          | Mario Pasquale Costa                | Salvatore Di Giacomo   |
| 1886 | „Marechiare”             | Francesco Paolo Tosti               | Salvatore Di Giacomo   |
| 1887 | „Scetate”                | Mario Pasquale Costa                | Ferdinando Russo       |
| 1887 | „Comme te voglio amà”    | Vincenzo Valente                    | Vincenzo Valente       |
| 1888 | „'E spingole frangese”   | Enrico De Leva                      | Salvatore Di Giacomo   |
| 1888 | „Lariulà”                | Mario Pasquale Costa                | Salvatore Di Giacomo   |
| 1892 | „Catarì”                 | Mario Pasquale Costa                | Salvatore Di Giacomo   |
| 1893 | „Carcioffolà”            | Eduardo Di Capua                    | Salvatore Di Giacomo   |
| 1897 | „Serenata napulitana”    | Mario Pasquale Costa                | Salvatore Di Giacomo   |
| 1898 | „’O sole mio”            | Eduardo Di Capua, Alfredo Mazzucchi | Giovanni Capurro       |
| 1899 | „Maria Marì”             | Eduardo Di Capua                    | Vincenzo Russo         |
| 1900 | „I' te vurria vasà”      | Eduardo Di Capua                    | Vincenzo Russo         |
| 1902 | „Torna a Surriento”      | Ernesto De Curtis                   | Giambattista De Curtis |
| 1904 | „Voce 'e notte”          | Ernesto De Curtis                   | Edoardo Nicolardi      |
| 1906 | „Comme facette mammeta”  | Salvatore Gambardella               | Giuseppe Capaldo       |
| 1911 | „Core ’ngrato”           | Salvatore Cardillo                  | Alessandro Sisca       |
| 1915 | „'O surdato 'nnammurato” | Enrico Cannio                       | Aniello Califano       |
| 1917 | „Reginella”              | Gaetano Larna                       | Libero Bovio           |
| 1925 | „Lacrime napulitane”     | Francesco Buongiovanni              | Libero Bovio           |
| 1925 | „'O paese d' 'o sole”    | Vincenzo D'Annibale                 | Libero Bovio           |
| 1930 | „Dicitencello vuje”      | Rodolfo Falvo                       | Enzo Fusco             |

## Wykonawcy

### Wykonawcy włoscy

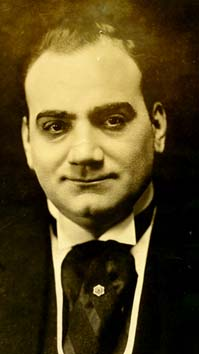
Enrico Caruso

Od czasu, kiedy wielki tenor Enrico Caruso, który sam pochodził z Neapolu, śpiewał pieśni neapolitańskie jako bisy do swoich licznych recitali operowych, niemal każdy sławny tenor kontynuuje jego tradycję pozostawiając po sobie album piosenek neapolitańskich wraz z nagraniami operowymi.

#### Śpiewacy operowi
- Enrico Caruso[2][5]
- Beniamino Gigli[6]
- Luciano Pavarotti[4]

#### Piosenkarze
- Mario Abbate[7]
- Sergio Bruni[8]
- Renato Carosone[9]
- Pino Daniele[10]
- Peppino di Capri[11]
- Aurelio Fierro[12]
- Nunzio Gallo[13]
- Angela Luce
- Mario Merola
- Roberto Murolo[14]
- Tullio Pane[15]
- Massimo Ranieri[16]
- Giacomo Rondinella[17]
- Nino Taranto[18]
- Mario Trevi

### Wykonawcy polscy
- Wiesław Ochman[19]
- Anna German[20]

## Kompozytorzy
- Enrico Cannio
- Mario Costa
- E.A. Mario
- Luigi Denza
- Eduardo Di Capua[21]
- Ernesto De Curtis[22]